# Женское царство
Женское царство или Нюйго (кит. трад. 女國, упр. 女国, пиньинь nǚguó, палл. нюйго) — полулегендарная страна, описывавшаяся в китайских средневековых текстах. Локализация страны и её описание различались, кроме того обстоятельства, что в отличие от древнего и средневекового Китая, власть там принадлежала женщинам. Видимо, в описаниях Женского царства соединились как вымышленные, так и реальные сведения, получаемые китайцами о различных центральноазиатских народах.

## Название
Кроме собственно Женского Царства «Нюйго» (女國), китайские историки, получая разрозненные сведения стали отличать Си Нюйго (西女國) — «Западное женское царство» и Дун Нюйго (東女國) — Восточное женское царство и Нюйэрго (女儿国) — «Страна дочерей», использовалось как более общее понятие. Скорее всего, Женским царством называли реальное государственное образование народа Сумпа (Супи 蘇毗 или Суньпо 孫波) — вероятно, тангуто-язычный народ, живший в Цинхае и верховьях Янцзы, был завоёван, поглощён и ассимилирован тибетцами.

## Женское царство
Описывалось в Истории северных династий — «Бэй ши» (цзюань 97) в разделе Сиюй и в Суй шу, как вполне реальное государство где-то в Центральной Азии. Располагалось на юге от «Луковых гор» (蔥嶺) — так обычно именовали Памир, но в данном случае это скорее Кунь-лунь. примерно в 3000 ли на юг от княжества Чжуцзю, которое располагалось на западе от Хотана. По Суй шу располагалось к западу от Тибета. Из примечаний историков к Сыма Цяню, считалось, что река Жошуй вытекает из гор Аноуда и течёт через Женское царство.
Из поколение в поколение там правили женщины. Население составляет около 10 000 семейств. В 586 год ко двору Суй вэнь-ди прибыл посол из Женского царства.

### Правление
Правит род Супи (蘇毗), то есть Сумпа. Во времена когда делалась запись (VI век) уже свыше 20 лет правила государыня Моцзе (末羯). Её мужа называют «Цзиньцзю» (金聚) и он не вмешивается в государственные дела. Есть также младшая государыня (小女王), которая помогает старшей в управлении страной. Государыня даёт аудиенцию для занятия государственными делами один раз в 5 дней. Налоги собирают нерегулярно. Воюют с Индией и данеянами (黨項 — дансяны, тангутское племя).
Дворец стоит на горе, город в окружности 5-6 ли. Во дворце 9 этажей и несколько сот служанок.
Когда государыня умирает, то правительство собирает налог монетой по всей стране, а также ищет в правящем роду двух умных и нравственных девушек. Одна из девушек становится государыней, а другая младшей государыней.

### Общество
Мужчины занимаются только войной, жёны низкого мнения о них. Ревности нет. Оба пола используют краску для раскрашивания лица, что могут делать несколько раз за день, меняя цвета. Волосы распускают. Из обуви пользуются кожаными туфлями.
Если умирает знатный человек, то с трупа снимают кожу, а кости и мясо смешивают с золотым порошком и через год погребают в сосуде, закапывают.

### Религия
Верят в духа-асура (阿修羅神) и древесного духа (樹神). Последнему в жертву на Новый год приносят человека или макаку и после молятся в горах. Распространено гадание (鳥蔔) о урожае по содержимому желудка особой птицы, похожей на фазана.

### Хозяйство
Климат холодный и пищу добывают охотой. Добывают медь, киноварь, мускус. Разводят чёрных быков и прекрасных небольших коней. Добывают много соли, которую с большой выгодой отвозят в Индию на продажу.

## Восточное женское царство
Упоминается в Новой книге Тан (цзюань 121).
Располагалось где-то в районе Тибетского нагорья. Известия об этой стране также приходили в Китай со времени Южных и Северных династий и до Тан. С севера на юг она простирается на 22 дня пути (ок. 800 км), а с востока на запад — 9 дней (ок. 360 км). Страной правит государыня, которая живёт в башне-крепости. Народ также живёт в 4-5 этажных башнях. Упомянута в Книге Тан в разделе о «южных варварах». Возможно под названием «Восточного женского царства» китайские историки записали известия о народе Сумпа. Танские историки сохранили самоназвание женского царства «Суфалану цюйдало», что может быть прочитано как калька с Suvarnagotra. Рассказ о Восточном женском царстве повторяет повествование Бэй ши с некоторыми уточнениями и приведением реальных исторических данных, собранных танскими дипломатами.

## Западное женское царство
Находилось где-то в юго-западной части Индийского океана. Известия об этой стране приходили в Китай со времени Южных и Северных династий и до Тан. Упомянута Сюань-цзаном, как Западная Страна Больших Женщин (西大女國). Её основала дочь индийской принцессы и царя-льва, сестра основателя королевства Сингалов. Она была изгнана из южной Индии и приплыла на остров к западу от Персии, там жили только демоны. Тем не менее она родила там много дочерей и с тех пор остров стал Страной Женщин.
Из его записок образ проник в китайский классический роман Путешествие на Запад.

## Женское царство в Восточном океане
Есть указание Хоу Хань шу (цзюань 85) о Женском царстве в Тихом океане где-то за Японией. Там женщины живут без мужчин и зачинают, посмотрев в священный колодец. Нань ши также говорится о Женском царстве в 1000 ли восточнее Фусана.